# Бурибаевский горно-обогатительный комбинат
Бурибаевский горно-обогатительный комбинат (сокращенное название: АО «Бурибаевский ГОК») — предприятие, расположенное в селе Бурибай Хайбуллинского района Башкортостана. Осуществляет добычу и обогащение медноколчеданной руды, добычу золота и серебра.

## История
В 1930 году основан прииск по добыче золота.
В 1942 году на базе прииска создаётся Бурибаевское рудоуправление.
С 1995 года — Открытое Акционерное Общество «Бурибаевское рудоуправление», а с 1996 года — ЗАО. С 2000 года носит современное название.
С 2004 года Бурибаевский ГОК в составе сырьевого комплекса Уральская горно-металлургическая компания.
В 2007 году обогатительная фабрика подверглась реконструкции. Был полностью обновлен парк флотационного отделения, введен в эксплуатацию новый аккумуляторный бункер емкостью 2000 тонн.

## Описание
В состав предприятия входят следующие производственные участки:
- подземный рудник «Октябрьский» (эксплуатируется с 1976 года),
- обогатительная фабрика (основана в 1936 году),
- транспортный цех,
- ремонтно-механический цех,
- ремонтно-строительный участок,
- химлаборатория,
- энергоцех,
- отдел технического контроля.

Сырьевыми базами предприятия являются Бурибаевское, Маканское и Октябрьское медно-колчеданные месторождения. Последнее расположено в восточной части Бурибаевского рудного района, а его балансовые запасы составляют 10 млн. тонн руды.
Выпускаемые комбинатом товарные продукции:
- медный концентрат (марка концентрата КМ-5, соответствует ГОСТ Р 52998 от 2008 г. массовая доля меди не менее 20 %)
- цинковый концентрат (марка концентрата КЦ-4, соответствует ТУ 48-6-117-90, массовая доля цинка не менее 47 %)

В апреле 2013 года добыча медной руды составляла 20,7 тыс. тонн, переработка медной руды — 20,9 тыс. тонн.